# VideoLAN servidor
VLS (VideoLAN Server) es un servidor dedicado que funciona bajo Linux, Windows y Mac OS X. Puede realizar Streaming de los formatos MPEG 1, 2 y 4, además de DVDs, y videos en vivo sobre una red.
Actualmente no se encuentra en alto desarrollo, por lo que se recomienda utilizar las capacidades de streaming del VideoLAN cliente.